# Campionati europei di triathlon long distance del 2003
I Campionati europei di triathlon long distance del 2003 (X edizione) si sono tenuti a Fredericia, Danimarca in data 3 agosto 2003.
Nella gara maschile ha vinto il danese Torbjørn Sindballe, mentre in quella femminile l'italiana Edith Niederfriniger.

## Risultati

### Élite uomini
| Pos. | Nome                  | Paese       | Totale   |
| ---- | --------------------- | ----------- | -------- |
|      | Torbjørn Sindballe    | Danimarca   | 05:43:47 |
|      | Guido Gosselink       | Paesi Bassi | 05:48:35 |
|      | Gerrit Schellens      | Belgio      | 05:49:31 |
| 4    | Nick Marland          | Australia   | 05:52:42 |
| 5    | Petr Vabrousek        | Rep. Ceca   | 05:52:57 |
| 6    | Jan Vodehnal          | Rep. Ceca   | 05:54:06 |
| 7    | Casper van der Burgh  | Paesi Bassi | 05:54:38 |
| 8    | Tom Soderdahl         | Finlandia   | 05:57:20 |
| 9    | Jimmy Johnsen         | Danimarca   | 06:02:15 |
| 10   | Frederic Kohl         | Austria     | 06:02:39 |
| 11   | Michael Elmshoj       | Danimarca   | 06:03:11 |
| 12   | Kim Visby Jensen      | Danimarca   | 06:02:15 |
| 13   | Ole Stougaard         | Danimarca   | 06:07:46 |
| 14   | Alessandro Alessandri | Italia      | 06:08:00 |
| 15   | Thomas Nielsen        | Danimarca   | 06:12:21 |
| 16   | Jan Wainer            | Rep. Ceca   | 06:13:34 |
| 17   | Federico Girasole     | Italia      | 06:15:05 |
| 18   | Stefano Paoli         | Italia      | 06:18:12 |
| 19   | Romans Melderis       | Danimarca   | 06:18:44 |
| 20   | Ted As                | Svezia      | 06:20:31 |
| 21   | Patrik Hugelshofer    | Svizzera    | 06:22:39 |
| 22   | Werner Uberbacher     | Italia      | 06:24:32 |
| 23   | Kai Soderdahl         | Finlandia   | 06:27:43 |
| 24   | Alistair Duffield     | Irlanda     | 06:33:35 |
| 25   | Wim Dedoncker         | Belgio      | 06:37:50 |
| 26   | Saulius Paulikas      | Belgio      | 07:26:43 |

### Élite donne
| Pos. | Nome                   | Paese       | Totale   |
| ---- | ---------------------- | ----------- | -------- |
|      | Edith Niederfriniger   | Italia      | 06:40:24 |
|      | Lisbeth Kristensen     | Danimarca   | 06:41:33 |
|      | Sione Jongstra         | Paesi Bassi | 06:43:36 |
| 4    | Rachel Horn            | Regno Unito | 06:48:16 |
| 5    | Beth Thomson           | Regno Unito | 06:48:50 |
| 6    | Karin Forsberg         | Svezia      | 06:49:54 |
| 7    | Manuela Ianesi         | Italia      | 06:51:35 |
| 8    | Tiina Boman            | Finlandia   | 06:54:39 |
| 9    | Stefania Bonazzi       | Italia      | 06:57:52 |
| 10   | Marijke Zeekant        | Paesi Bassi | 06:59:50 |
| 11   | Jess Draskau Petersson | Regno Unito | 07:06:09 |
| 12   | Martina Dogana         | Italia      | 07:08:33 |
| 13   | Monika Stadlmann       | Austria     | 07:24:41 |
| 14   | Jana Pastekova         | Rep. Ceca   | 07:25:44 |